# غلين وليامز (نحات)
غلين وليامز (بالإنجليزية: Glynn Williams)‏ هو نحات بريطاني، ولد في 1939 في شروزبري في المملكة المتحدة.

## معرض صور

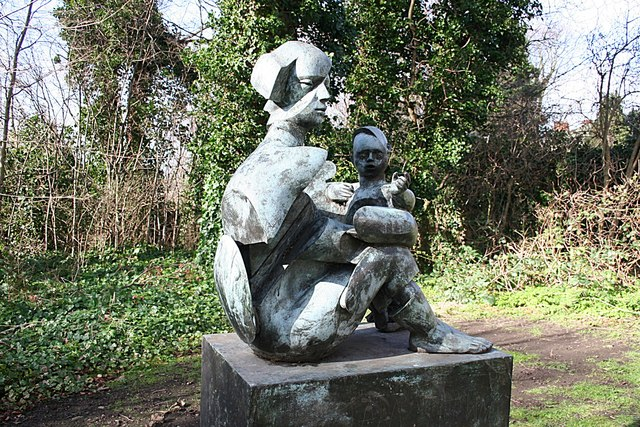
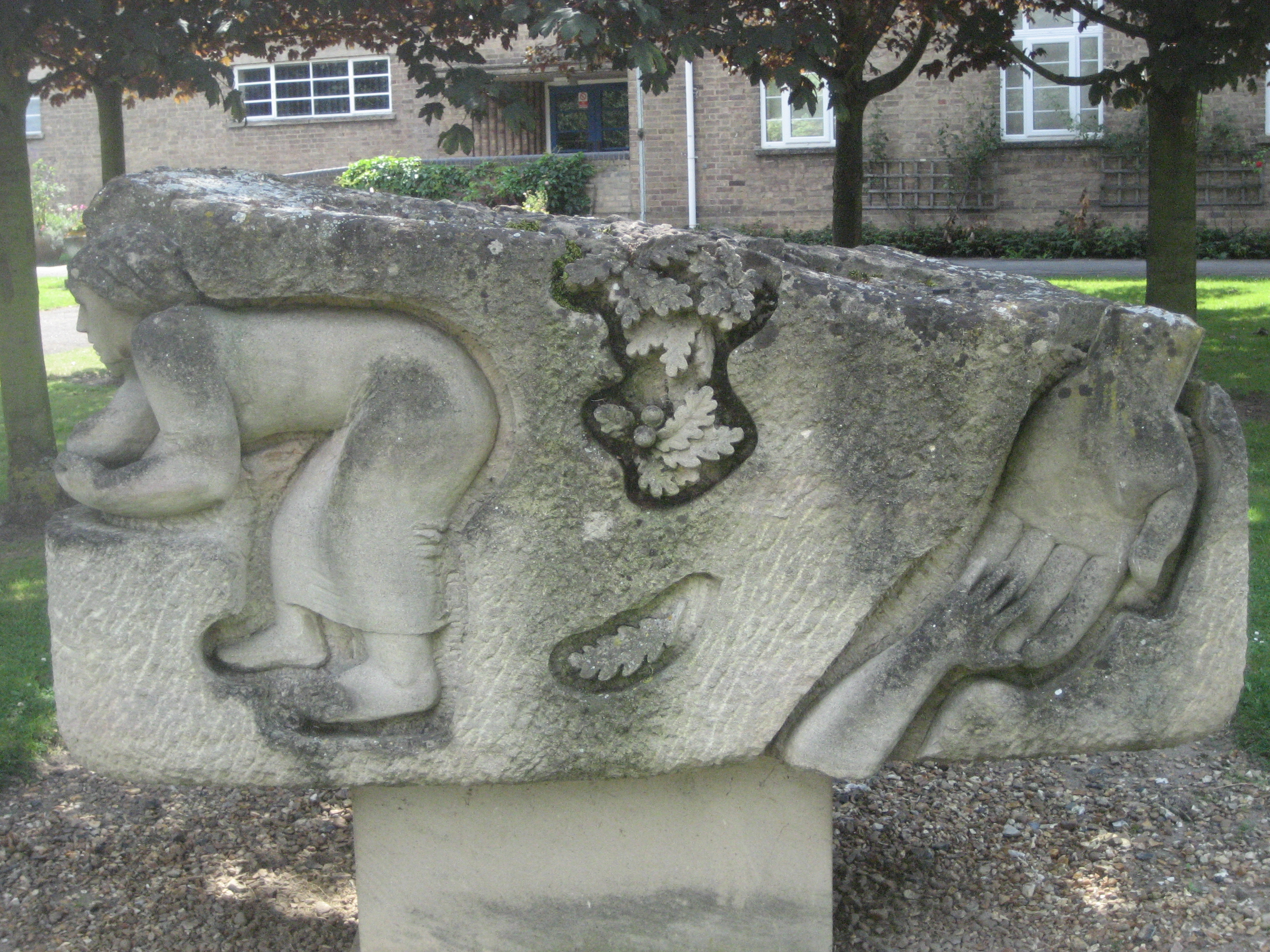
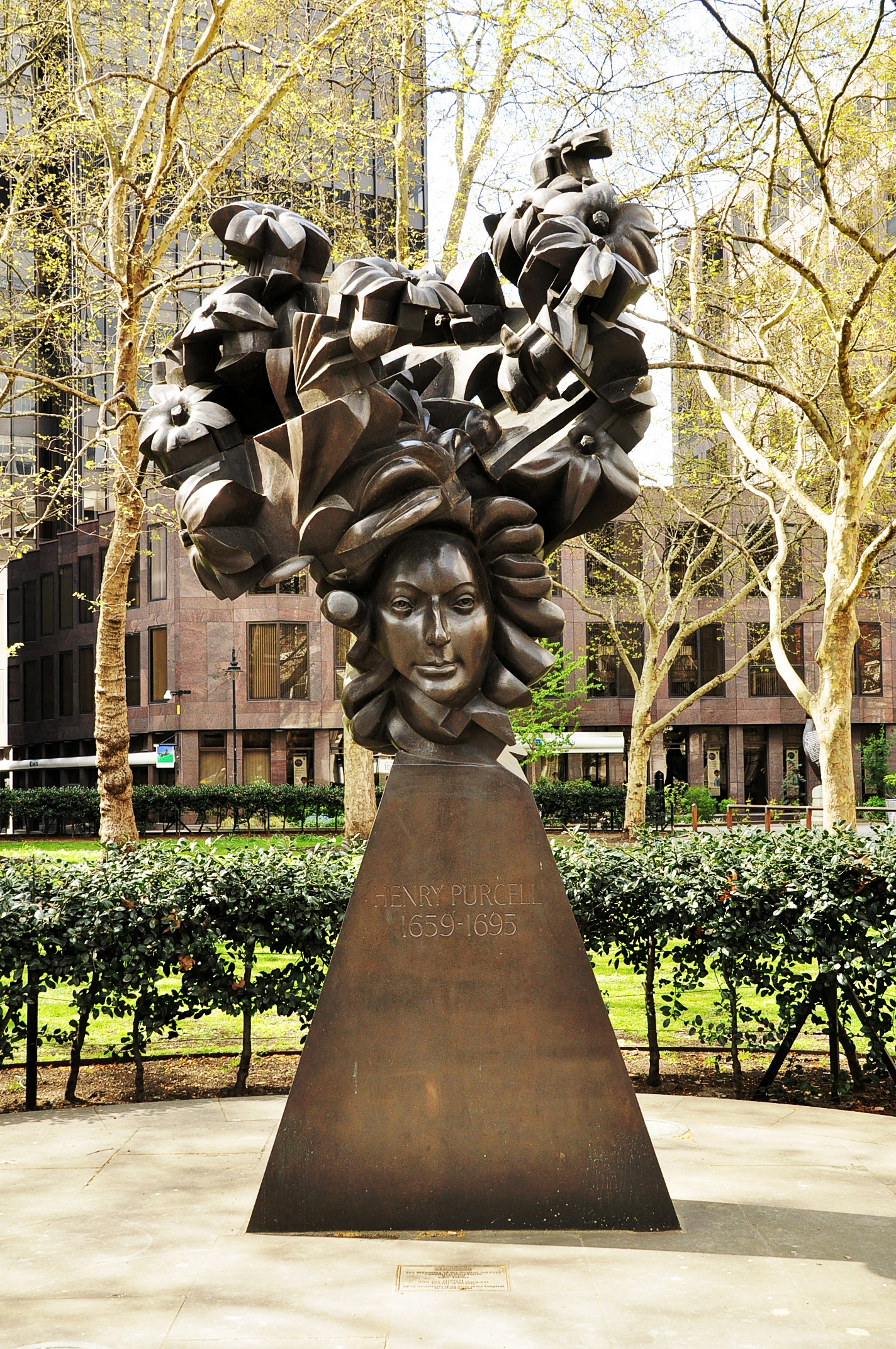